# Lappula saissanica
Lappula saissanica är en strävbladig växtart som beskrevs av N.K. Aralbaev. Lappula saissanica ingår i släktet piggfrön, och familjen strävbladiga växter. Inga underarter finns listade i Catalogue of Life.